# Styrax grandifolius
Styrax grandifolius là một loài thực vật có hoa trong họ Bồ đề. Loài này được Aiton miêu tả khoa học đầu tiên năm 1789.